# Françoise Dürr
Pour les articles homonymes, voir Durr.
Françoise Dürr épouse Browning (née le 25 décembre 1942 à Alger, en Algérie française) est une joueuse de tennis française des années 1960 et 1970.

## Biographie
Surnommée Frankie, Françoise Dürr est numéro un française pendant la quasi-totalité de sa carrière.
Avec sa prise de raquette atypique, l'index tendu le long du manche, elle reste avant tout une grande spécialiste du double et du double-mixte, remportant onze titres dans les tournois du Grand Chelem dans ces deux disciplines.
C'est pourtant en simple qu'elle signe le plus beau succès de sa carrière, en s'imposant à Roland Garros en 1967, trente-trois ans avant sa compatriote Mary Pierce.
Première Française professionnelle au plus haut niveau dans les années 1970, Françoise Dürr émigre alors aux États-Unis. Devenue l'une des vedettes du tout nouveau circuit WTA, elle forme, avec l'Australienne Judy Tegart puis avec la Néerlandaise Betty Stöve, deux des meilleurs tandems de son époque.
Françoise Dürr joue son dernier match officiel en 1984 aux Internationaux de France.
Elle est nommée chevalier de la Légion d’honneur en 2023.

## Records et statistiques
- Numéro 3 mondiale en 1967
- Numéro 1 mondiale en double 1969
- 9 fois classée dans les 10 meilleures joueuses mondiales entre 1965 et 1976
- Vainqueur en simple juniors à Roland Garros en 1960
- Championne de France seniors : 1962, 1964, 1965 et 1966
- Championne de France en double à 8 reprises : 1961 (avec F. de la Courtie), 1962 (avec Le Besnerais), 1963 (avec Salfati), 1964, 1965 et 1966 (avec Lieffrieg), 1967 (avec Venturino) et 1970 (avec Gail Chanfreau)
- Championne de France en double mixte à 5 reprises : 1964 et 1965 (avec Jean-Claude Barclay), 1966 (avec Daniel Contet), 1967 et 1970 (avec Jean-Claude Barclay)
- Championne de France juniors : 1959 et 1960
- Critérium de la 2e série : 1961 (en simple, en double avec P. Seghers, et en mixte avec Matéo)
- Membre de l'équipe française de Fed Cup de 1963 à 1979
- Cocapitaine (avec Yannick Noah) de l'équipe de France de Fed Cup victorieuse en 1997 contre les Pays-Bas

## Récompenses et distinctions
- Prix Monique Berlioux de l'Académie des sports en 1967[12]
- WTA Tour's Honorary Membership Award en 1988
- Première femme nommée Directrice technique par la FFT en 1993 (ce jusqu'en 2002)
- Membre du International Tennis Hall of Fame depuis 2003
- Élue au Hall of Fame Fed Cup Award de la Fédération internationale de tennis en 2005
- Son chien Topspin est resté célèbre dans le circuit féminin pour ses apparitions « actives » sur les courts, aimant à courir après la raquette de sa maîtresse.
- Gloire du sport en 2023[13].

## Décorations
Le 13 novembre 2009, Françoise Dürr est nommée au grade d'officier dans l'ordre national du Mérite.
Le 13 juillet 2023, elle est nommée au grade de chevalier dans l'ordre national de la Légion d'honneur.